# Beatriu I, abadessa de Quedlinburg
Beatriu I, també coneguda com a Beatriu de Francònia (alemany: Beatrix von Franken; 1037 – 13 de juliol de 1061), va ser abadessa de Gandersheim des del 1043 i de Quedlinburg des del 1044 fins a la seva mort.

## Biografia
Beatriu va néixer a Itàlia, a la darreria de l'any 1037. Era l'única filla de l'emperador Enric III i la seva primera esposa, Gunilda de Dinamarca, que va morir uns sis mesos després del naixement de Beatriu.
El 14 de gener de 1044, després de la mort de l'abadessa Adelaida I, Beatriu va ser nomenada abadessa de Gandersheim pel seu pare, obviant el dret de les canongesses a elegir l'abadessa. A més, va ser consagrada abadessa de Quedlinburg el 24 de juny de 1044 a la catedral de Merseburg, també succeint a Adelaida I.
A Gandersheim, es trobà al centre d'un conflicte de llarga data amb les canongesses, que la van acusar de subinflaixar els béns de l'abadia destinats al suport directe de la comunitat i, per tant, posar-les en dificultats financeres. Tres papes van participar en aquest assumpte, que va continuar durant anys: Lleó IX va decidir inicialment a favor de les canongesses; Víctor II va revocar la decisió a favor de l'abadessa. Finalment, Esteve IX va establir un compromís, a la fi de 1057, que aparentment havien de reservar-se els béns prebendals de la comunitat per al seu manteniment, però que l'abadessa tenia dret a gestionar lliurement les finques restants i les seves propietats com veiés convenient.
Fins i tot aquesta solució es va mantenir només fins a la mort de Beatriu; i sota el seu successora, la seva germanastra, Adelaida II, el conflicte va esclatar novament.
Beatriu va morir el 13 de juliol de 1061. Va ser enterrada a l'església abacial de Quedlinburg, però les seves restes van ser portades a un altre lloc després del desastrós incendi de 1070. S'ha conservat a l'abadia de Michaelstein una arqueta de plom que gairebé segurament conté els ossos de Beatru des de l'any 1161. A la cripta de l'església reconstruïda de Quedlinburg, una tauleta des del moment de la seva rededicació l'any 1129 serveix com a memorial de Beatriu.